# 霞浦文书
霞浦文书，又名霞浦摩尼教文献，是2008年10月起发现于中国福建省寧德市霞浦县柏洋乡塔后村上万自然村的中国摩尼教汉文文献资料，是目前在中国以及世界范围内发现的篇幅最大的摩尼教汉文文献资料，也是福建省内首次发现摩尼教相关历史资料。这些摩尼教史料与宋代上万村人士林瞪密切相关。除了一般的摩尼教相关宗教内容外，与早期发现于其他地方的摩尼教文献相比，霞浦文书中含有大量的夷數（即基督教中的耶稣）崇拜内容。如今，柏洋乡的柏洋村、上万村和塔后村三地在每年农历二月十二日至二十一日举办的林瞪祭祀仪式上仍会念诵霞浦文书。

## 背景

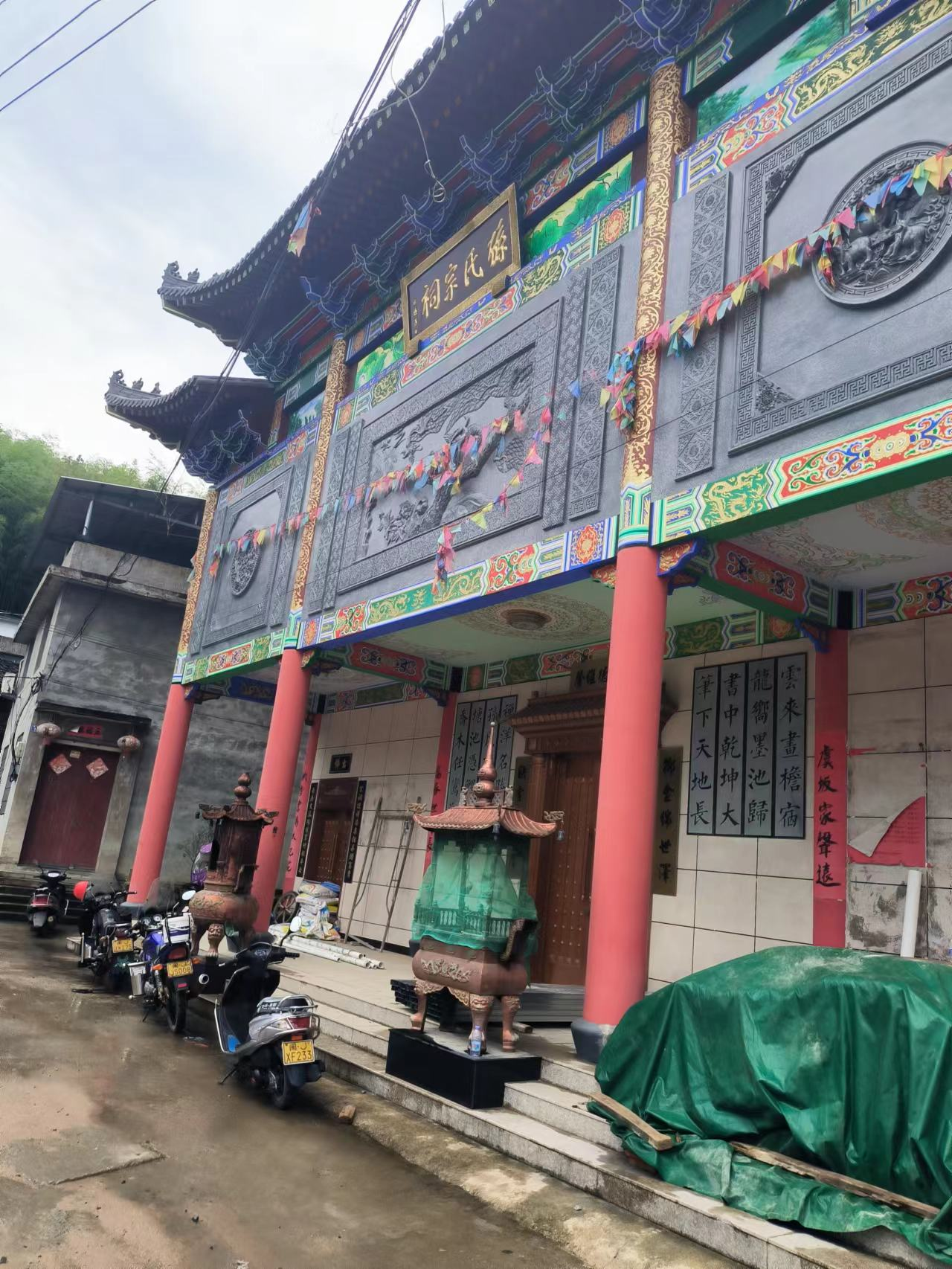
孙绵大师的出生地柏洋乡禅洋村

霞浦文书中歌颂的主要角色是林瞪（1003年—1059年），柏洋乡上万村人，1027年，25岁的林瞪皈依摩尼教，拜柏洋一带的摩尼教鼻祖，禅洋村（或神洋村，今属柏洋乡）人孙绵为师，孙绵则师承西爽大师和渔洋龙溪一带的大师陈诚庵，到上万后于乾德四年（966年）在距上万村约2公里处建立了福建首座摩尼教寺院龙首寺（元代改称乐山堂，又称盖竹堂，2006年毁于桑美台风）。1520年代，堂内建成的三佛塔现在是霞浦两大具有代表性的摩尼教建筑之一（另一处是位于盐田畲族乡北洋村的飞路塔，建于1374年，现为福建省文物保护单位）。
在广为学术界所知之前，霞浦文书已传袭到现今柏洋一带的摩尼教传承人陈培生、谢道琏等法师的手上，并被用于当地摩尼教的相关活动，而陈培生的先祖陈平山就是林瞪的弟子。如今，柏洋的摩尼教信徒们最重大的宗教仪式之一便是每年的林瞪祭祀仪式，表明了教徒们对林瞪的崇拜至今未泯。

## 文书列表
霞浦文书目前大部分属于主持仪式的法师陈培生和谢道琏。根据匈牙利宗教史学家康高宝教授列出的暂定文书清单，这些文献内容可以追溯到一千多年前的宋朝，而现存的大多数文书是清朝时期抄录的。在这些文书中，篇幅最长的文书之一《摩尼光佛》内容共有83页、659行、8400多字。
| 文书名                             | 页数  | 年代         | 保管人 | 备注             |
| ---------------------------------- | ----- | ------------ | ------ | ---------------- |
| 高廣文                             | 4     | 清代         | 陈培生 |                  |
| 冥福請佛文                         | 14    | 清代         | 陈培生 |                  |
| 樂山堂神記                         | 10    | 清代         | 陈培生 |                  |
| 明門初傳請本師                     | 17    | 清代         | 陈培生 |                  |
| 借錫杖文                           | 4     | 清代         | 陈培生 |                  |
| 借珠文                             | 3     | 清代         | 陈培生 |                  |
| 付錫杖偈                           | 1     | 清代         | 陈培生 |                  |
| 破獄好了送錫杖偈                   | 1     |              | 陈培生 |                  |
| 四寂贊                             | 2     | 清代         | 陈培生 |                  |
| 送三界神文                         | 4     | 清代         | 陈培生 |                  |
| 摩尼光佛                           | 82    |              | 陈培生 |                  |
| 送佛贊                             | 3     | 清代         | 陈培生 |                  |
| 送佛文                             | 8     | 清代         | 陈培生 |                  |
| 奏申牒疏科冊                       | 70    | 清代         | 谢道琏 | 两份抄录本       |
| 點燈七層科冊（或称：功德奏名奏牒） |       |              | 谢道琏 |                  |
| 凶科看貞明經畢用此文               | 4     | 清代         | 陈培生 |                  |
| 興福祖慶誕科                       | 34/30 | 清代/现代    | 陈培生 | 两份抄录本       |
| 摩尼施食秘法                       |       |              | 陈培生 |                  |
| 門迎科苑                           |       | 抄录自1715年 |        |                  |
| 吉祥道場申函牒                     | 90    | 清代         | 陈培生 |                  |
| 吉祥道場門書                       |       | 抄录自1786年 |        |                  |
| 雨疏（或称：禱雨疏奏申牒）         |       |              |        |                  |
| 繳憑請職表                         |       |              |        |                  |
| 去煞符                             | 1     |              |        |                  |
| 無名科文                           | 163   |              | 谢道琏 | 多篇无标题的科文 |

《興福祖慶誕科》收录了以下章节：
1. 起大聖
2. 開壇文
3. 净口文
4. 净壇文
5. 天女咒
6. 請護法文
7. 請三寶
8. 五方建壇路師咒語
9. 召符官文
10. 誦土地讚安慰

## 后续研究
2008年以后，在福建各地区又发现了更多的摩尼教遗留文献。2016年3月21日，以杨富学等学者组成的调研组在新疆维吾尔自治区文史馆、敦煌研究院于福州主办的学术研讨会上宣布，调研组在寧德市屏南县寿山乡降龙村新发现了三部摩尼教文献，分别是《贞明开正文科》《贞明开正奏》和《第二时科》。2017年，福州市福清市高山镇发现了道士施孟铧拥有的35本摩尼教经文。 2019年7月，在宁德市蕉城区洋中镇芹屿村附近还发现了摩尼教石刻。